# Olasz líra
Az olasz líra Olaszország pénzneme volt 1862 és 2002 között, amikor felváltotta a közel kétezerszeres egységértékű euró. A líra név a latin libra szóból származik, ami egy súlymérték megnevezése volt. Váltópénze a centesimo (többes száma: centesimi). 100 centesimo ért 1 lírát.

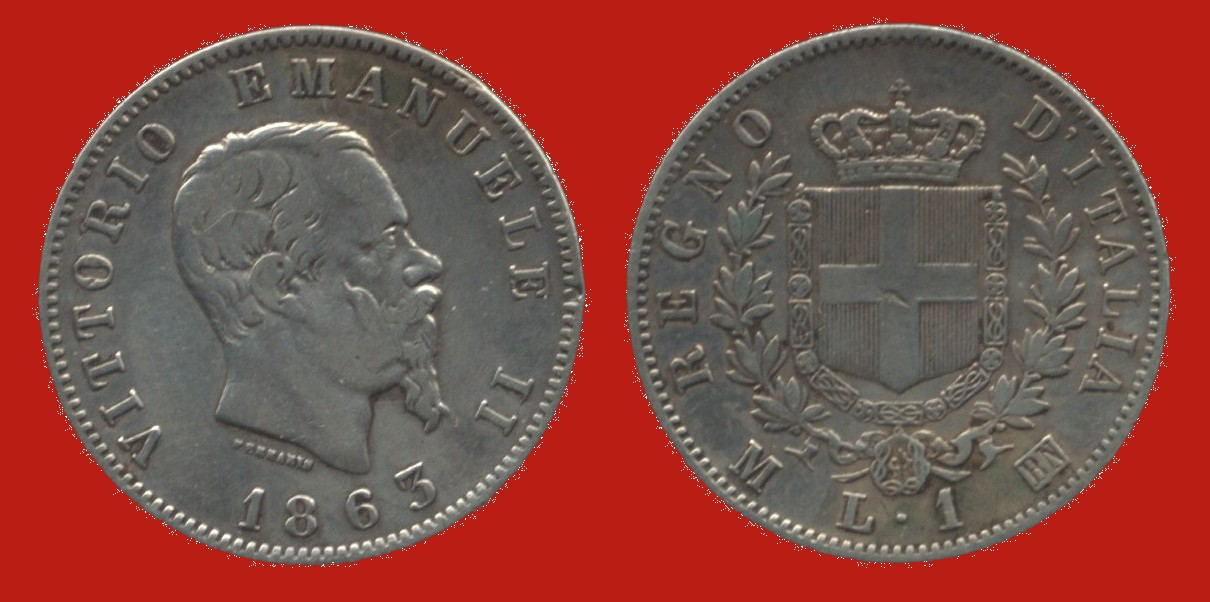
1 olasz líra (1863) - II. Viktor Emánuel olasz király és a Savoyai-ház címere

## Érmék
Az olasz líra érméi az alábbiak voltak:
| Címlet    | Előlap | Hátlap | Ábrák                                                                          |
| --------- | ------ | ------ | ------------------------------------------------------------------------------ |
| 1 líra    |        |        | Mérleg és bőségszaru                                                           |
| 2 líra    |        |        | Házi méh és olajfaág                                                           |
| 5 líra    |        |        | Delfin                                                                         |
| 10 líra   |        |        | Eke és búzakalász                                                              |
| 20 líra   |        |        | Tölgyfaág                                                                      |
| 50 líra   |        |        | Vulcanus isten                                                                 |
| 50 líra   |        |        | Minerva istennő és értékjelzés, szőlőfürt, tölgyfaág, bőségszaru és fogaskerék |
| 100 líra  |        |        | Értékjelzés, delfin, sas, olajág és búza                                       |
| 100 líra  |        |        | Minerva istennő és egy olajfa                                                  |
| 200 líra  |        |        | Értékjelzés és fogaskerék                                                      |
| 500 líra  |        |        | Quirinale-palota, Róma                                                         |
| 1000 líra |        |        | Minerva és Európa térképe                                                      |

Centesimo érméket a 20. században már nem hoztak forgalomba.

## Bankjegyek
Bankjegyek 1982-től 1997-ig:
| Címlet       | Előoldal                                                | Hátoldal                                                 |
| ------------ | ------------------------------------------------------- | -------------------------------------------------------- |
| 1000 líra    | Marco Polo                                              | A velencei Dózsepalota                                   |
| 1000 líra    | Maria Montessori                                        | Tanár és tanuló                                          |
| 2000 líra    | Guglielmo Marconi                                       | Marconi hajója, az Elettra, Rádió tornyok és távíró      |
| 5000 líra    | Vincenzo Bellini, a Teatro Massimo nézőtere             | Jelenet Bellini Norma című operájából, a dal allegóriája |
| 10 000 líra  | Alessandro Volta, elektrofór (Volta-oszlop), galvánelem | Tempio Voltiano (Volta-templom)                          |
| 50 000 líra  | Giovanni Lorenzo Bernini                                | Lovas szobor, a vatikáni Szent Péter-bazilika belseje    |
| 100 000 líra | Caravaggio, Caravaggio: A jövendőmondó című festménye   | Caravaggio: Gyümölcsös kosár című festménye              |
| 500 000 líra | Raffaello, Raffaello: Galatea diadala című festménye    | Raffaello: Athéni iskola című festménye                  |

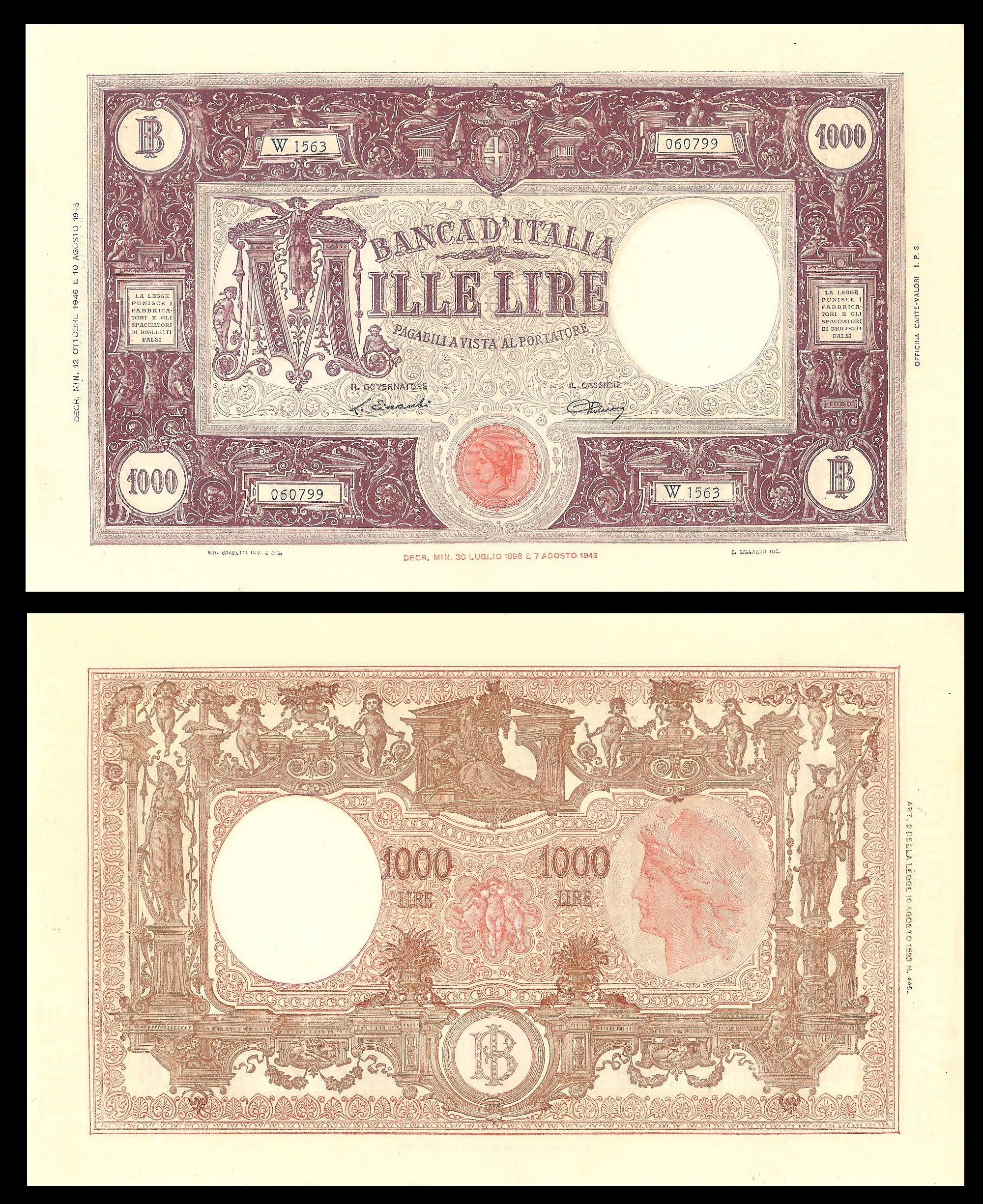
Az 1947-es szériájú 1000 lírás bankjegy. Mérete: 244 x 147 mm
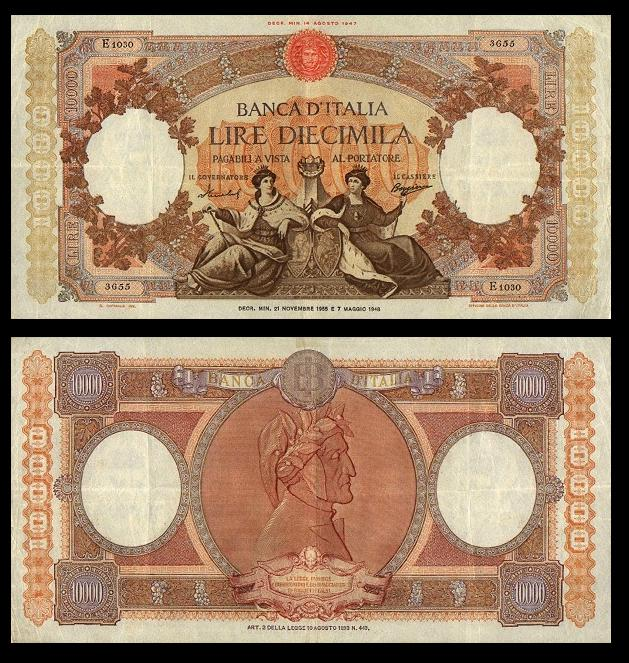
Az 1948-as szériájú 10 000 lírás bankjegy előoldalán Velence és Genova allegorikus nőalakjaival, hátoldalán Dante Alighieri portréjával. Mérete: 243 x 126 mm
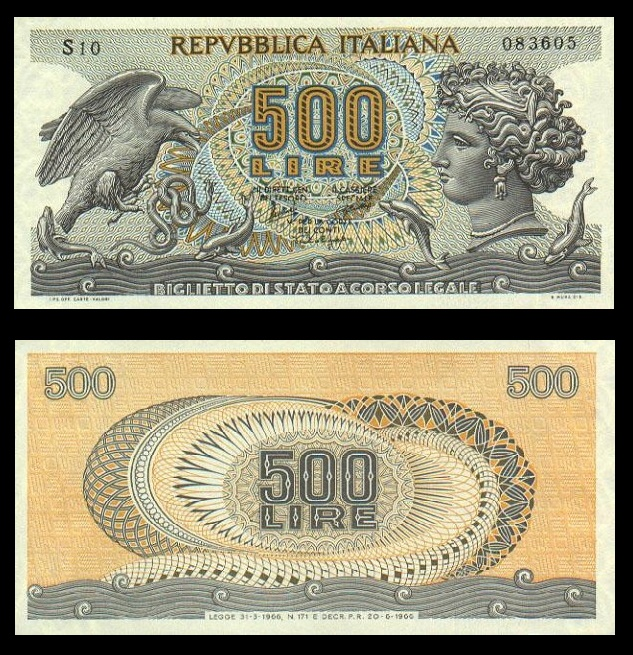
Az 500 lírás államjegy (Biglietto di Stato) 1966-ból
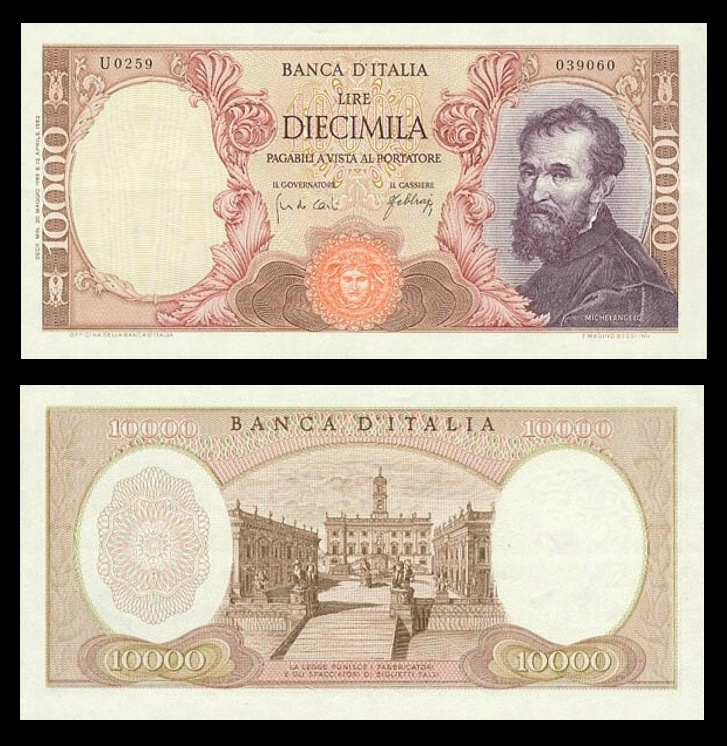
Az 1962-es szériájú 10 000 lírás bankjegy Michelangelo Buonarroti portréjával
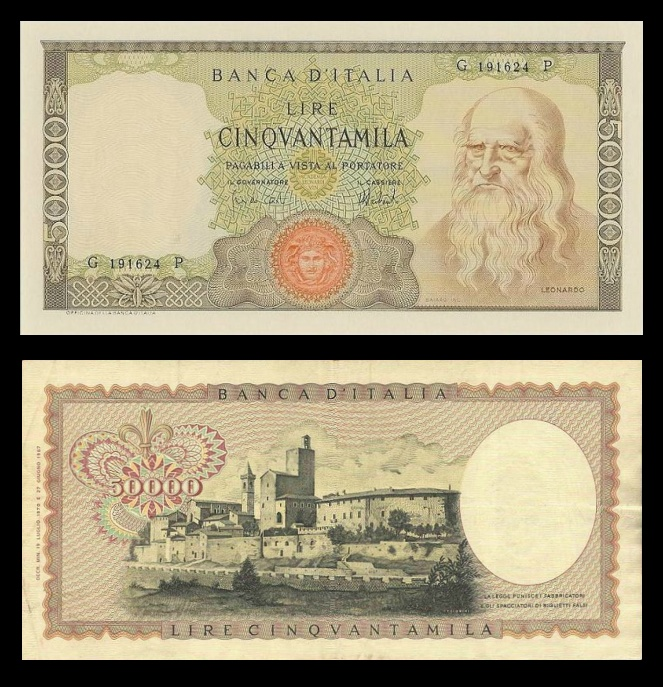
Az 1967-es sorozatú 50 000 lírás bankjegy Leonardo da Vinci portréjával
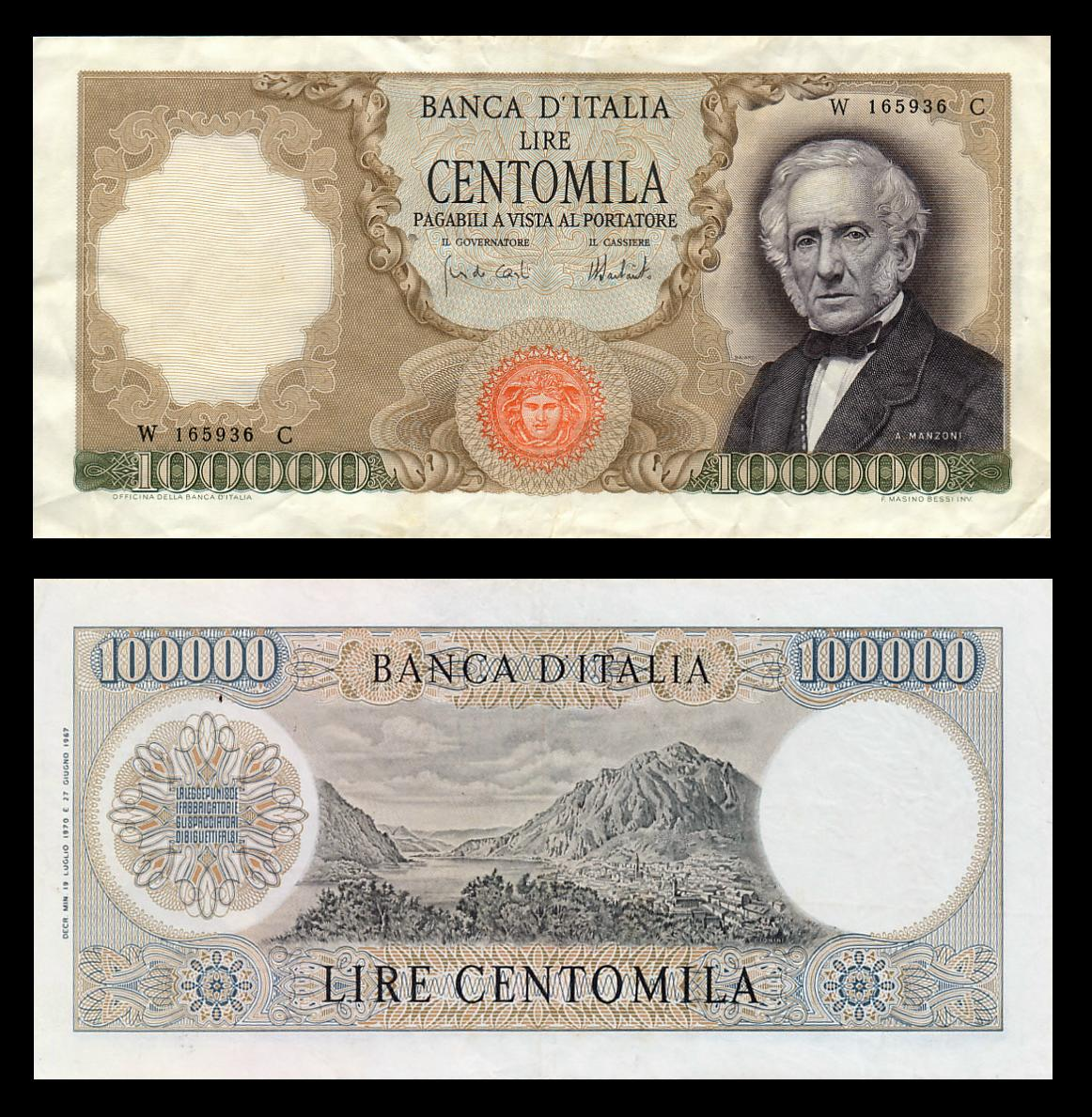
Az 1967-es szériájú 100 000 lírás bankjegy Alessandro Manzoni portréjával
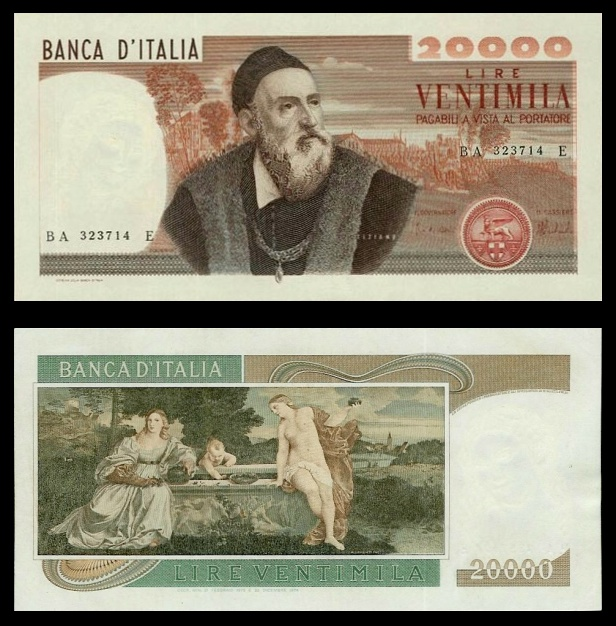
A 20 000 lírás bankjegy Tiziano Vecellio portréjával. A típust egyetlen évben, 1975-ben bocsátották csak ki, kis mennyiségben
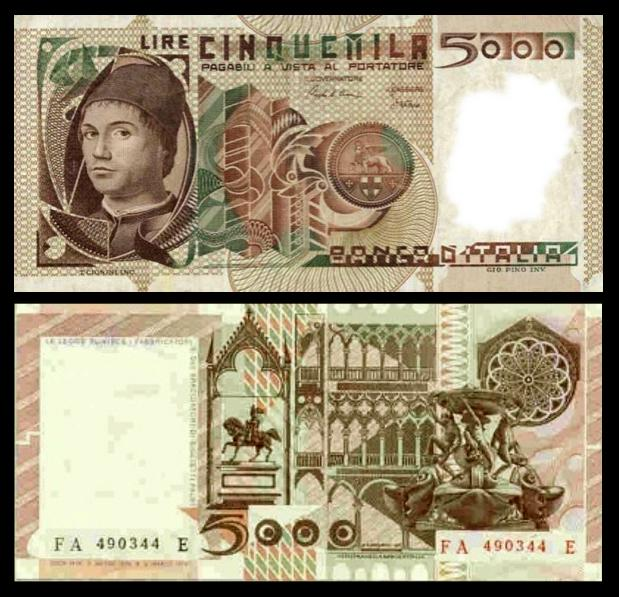
Az 1979-es sorozatú 5000 lírás bankjegy Antonello da Messina portréjával